# Warm Bodies
Warm Bodies, titulada en España R y Julie, es la novela debut  del autor Isaac Marion. El libro ha sido descrito como un romance zombi por el Seattle Post Intelligencer y hace alusión al clásico de William Shakespeare, Romeo y Julieta. El autor, con sede en Seattle, originalmente publicó la novela, vendiéndola a través de su sitio en línea. Atria Books, una división de Simon and Schuster, adquirió los derechos de publicación a principios de 2010.

## Argumento
R sólo puede gruñir y pronunciar algunas palabras y junto a su amigo M y un grupo de zombis, salen a buscar comida, ansiosos de cerebros, ya que al comerlos, los recuerdos de estos destellan en la mente de los muertos vivientes y así ellos tienen unos minutos de lucidez. Después de asaltar un edificio con unos adolescentes muertos y consumir el cerebro de uno de ellos (Perry Kelvin), R comienza a sentirse atraído por la pareja del muchacho, Julie Grigio, y desde entonces siente la necesidad de protegerla, poniendo en riesgo su propia existencia al seguirla hasta City Stadium, el más grande refugio de humanos restante.

## Adaptación al cine
El actor Nicholas Hoult fue elegido para interpretar a R, el zombi protagonista, en la adaptación al cine del libro, escrita y dirigida por Jonathan Levine. La película también es protagonizada por Teresa Palmer como Julie Grigio, Rob Corddry como M, y John Malkovich como el General Grigio. Dave Franco, Analeigh Tipton y Cory Hardrict también se unieron al elenco.
El estudio responsable de la saga Crepúsculo, Summit Entertainment, está apoyando la película. Producida por Bruna Papanadrea, David Hoberman y Todd Lieberman, con Laurie Webb y Cori Shepherd Stern, fungiendo como productores ejecutivos del proyecto.
El director Levine buscó expandir la mitología zombi haciendo que los zombis tuvieran mejor aspecto que en otras películas, además, los zombis no hablan realmente en la película, sino que se utiliza el recurso de voz en off para expresar sus pensamientos.
La película, comenzó grabaciones en Montreal en septiembre de 2011, y fue estrenada el 1 de febrero de 2013.

## Secuela
El segundo libro de esta novela es New Hunger. Este libro nos da más detalles sobre la historia y las experiencias de los personajes durante el apocalipsis. También, nos da un mejor entendimiento en el comportamiento de los personajes en el primer libro, lo cual nos ayuda a entender más sus personalidades.
Esta novela nos cuenta como la joven Julie que trata de encontrar más sobrevivientes y un lugar en el cual ella pueda llamar hogar. También, "R"  es transformado en un zombi y su desafío es aprender a vivir como uno. Nora, la mejor amiga de Julie en el primer libro, trata de encontrar a su hermano después de que los dos fueron abandonados por sus padres en pleno apocalipsis zombi. 